# 大東文化大學
大東文化大學（日語：大東文化大学／だいとうぶんかだいがく，Daito Bunka University）是一所本部位於日本的私立大學。簡稱為大東大。有東京都板橋区、埼玉縣東松山市二個校區。

## 簡史
1921年，帝國議會的「漢學振興協議案」通過，並於1923年，創立的大東文化協會。此為現在大東文化大學的起源。1944年，改名為「大東文化學院專門學校」，並於1953年，改名為大東文化大學至今。

## 學部與學科
- 文學部
  - 日本文學科
  - 中國學科
  - 英美文學科
  - 教育學科
  - 書道學科
- 外國語學部
  - 中國語學科
  - 英語學科
  - 日本語學科
- 經濟學部
  - 社會經濟學科
  - 現代經濟學科
- 管理學部
  - 管理學科
  - 企業系統學科
- 法學部
  - 法律學科
  - 政治學科
- 國際關係學部
  - 國際關係學科
  - 國際文化學科
- 環境創造學部
  - 環境創造學科
- 體育健康科學部
  - 體育科學科
  - 健康科學科

## 研究科
- 文學研究科
- 經濟學研究科
- 管理學研究科
- 法學研究科
- 外國語學研究科
- 亞洲地域研究科
- 法務研究科

## 附属学校
- 高等学校 
  - 大東文化大学第一高等学校
- 專門学校 
  - 大東医学技術専門学校
- 幼稚園 
  - 大東文化大学附属青桐幼稚園

## 外部連結
- 大東文化大學網站（页面存档备份，存于）（日語）